# إرهاب منسوب للمسيحيين
الإرهاب المنسوب للمسيحيين هو شكل من أشكال الإرهاب الديني، يشمل الأعمال الإرهابية التي ترتكبها مجموعات أو أفراد يعتنقون دوافع أو أهدافًا مسيحية. يبرر الإرهابيون المسيحيون تكتيكاتهم العنيفة من خلال تفسيرهم للكتاب المقدس والمسيحية ، وفقًا لأهدافهم ونظرتهم للعالم. تختلف هذه التفسيرات عادةً عن تلك الخاصة بالطوائف المسيحية القائمة.
يمكن ارتكاب هذه الأعمال الإرهابية ضد أعضاء الطوائف المسيحية الأخرى أو أتباع الديانات الأخرى أو الحكومات العلمانية أو الجماعات أو الأفراد أو المجتمع. يمكن أيضًا أن يستخدم الإرهابيون المسيحيون بشكل ساخر كأداة بلاغية لتحقيق أهداف سياسية أو عسكرية.
تشمل الجماعات الإرهابية المنسوبة للمسيحية المنظمات شبه العسكرية والطوائف والمجموعات الفضفاضة من الناس التي قد تتحد في محاولة لترويع الجماعات الأخرى. كما تشجع بعض الجماعات الأعمال الإرهابية التي يقوم بها أفراد غير منتسبين. عادة ما ترتبط المجموعات شبه العسكرية بأهداف عرقية وسياسية بالإضافة إلى أهداف دينية والعديد من هذه الجماعات لديها معتقدات دينية تتعارض مع المسيحية التقليدية.

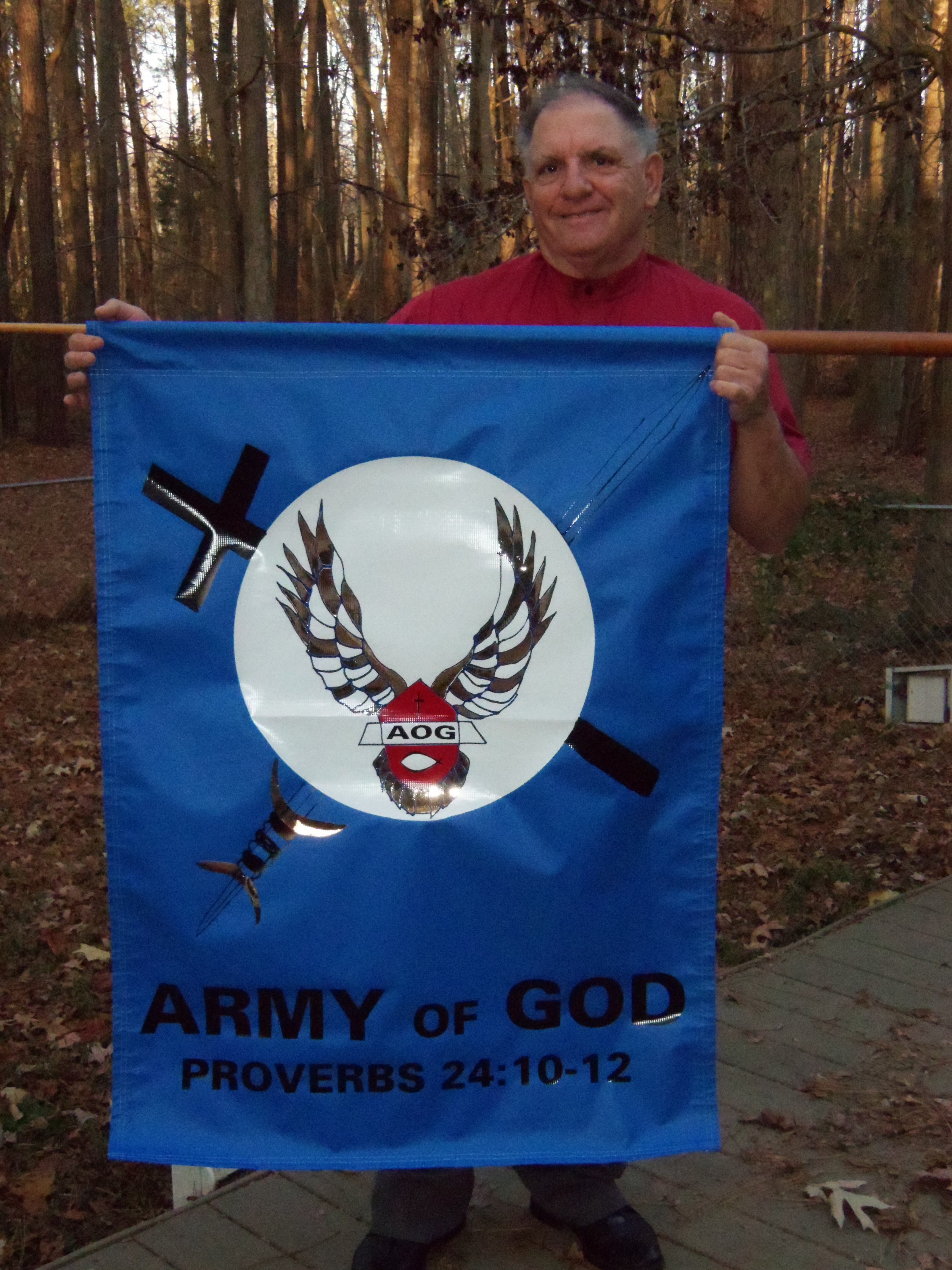
عضو جيش الرب الأمريكية دونالد سبيتز يحمل راية جيش الرب.

## المصطلح
إن الاستخدام الحرفي لعبارة الإرهاب المسيحي موضع نزاع. يظهر في الأدبيات الأكاديمية لوصف مجموعة كبيرة من الأفعال والمعتقدات.
يمكن الاستشهاد بالدين باعتباره الدافع للإرهاب في النزاعات التي لها مجموعة متنوعة من الأسباب العرقية والاقتصادية والسياسية، مثل تلك الموجودة في البوسنة. في حالات مثل جيش الرب للمقاومة أو تمرد تايبينغ، تختلف معتقدات المؤسسين بشكل كبير عما هو مسيحي معروف. في مثل هذه الحالات، يمثل مصطلح الإرهاب المسيحي إشكالية على الرغم من الادعاء بأن الدافع وراءه هو معتقداتهم الدينية.
يمكن أيضًا استخدام مصطلح «إرهابي» لأسباب خادعة، لتشجيع الدعم العام لتشويه سمعة الجماعات أو السماح باستخدام قوانين أكثر صرامة في معاقبة جماعة أو فرد. لا يُشار عادةً إلى ترهيب مجتمعات الأقليات إلى جانب أعمال العنف المتفرقة على أنها إرهاب. ومع ذلك، في عام 2015، اعتقد غالبية الأمريكيين من الحزبين السياسيين الديمقراطيين والجمهوريين أن «الهجمات على مقدمي خدمات الإجهاض [ينبغي] اعتبارها إرهابًا محليًا».

## التاريخ
لا يوجد سجل لأعمال عنف عشوائية أو محاولات لاستخدام الإرهاب كسلاح ديني من قبل الجماعات المسيحية المبكرة. برزت المسيحية في الإمبراطورية الرومانية أثناء حكم قسطنطين العظيم وبعده مباشرة (324-337 م). بحلول هذا الوقت كانت قد انتشرت في جميع أنحاء غرب آسيا كمعتقدات أقلية وأصبحت دين الدولة في أرمينيا. في المسيحية المبكرة، كان هناك العديد من الطوائف المتنافسة، والتي اضطهدت بشكل جماعي من قبل بعض الحكام.
أدى الحصول على دعم الدولة من قبل طائفة أو عقيدة مسيحية معينة إلى زيادة العنف الديني. اتخذ هذا العنف شكل اضطهاد معتنقي المعتقدات المسيحية المتنافسة واضطهاد معتنقي الديانات الأخرى. في أوروبا خلال العصور الوسطى ازدادت معاداة السامية المسيحية وأدى كل من الإصلاح والإصلاح المضاد إلى زيادة العنف بين الطوائف. كما هو الحال مع الأمثلة الحديثة، تتم مناقشة إلى أي مدى كانت هذه الأفعال دينية في مقابل الطبيعة العرقية أو السياسية.

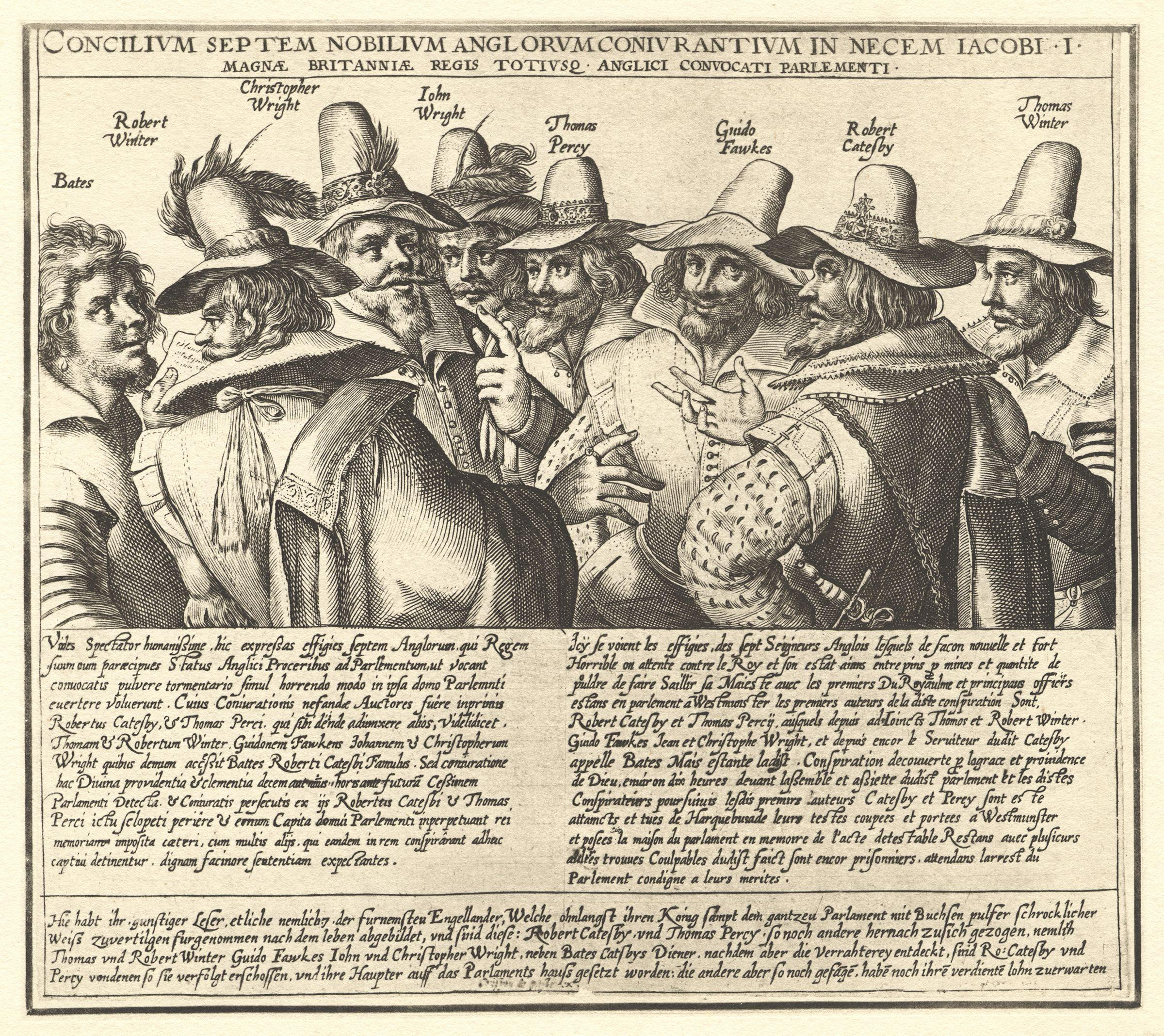
المتآمرون في مؤامرة البارود (1605)

### مؤامرة البارود
شهدت الفترة الحديثة المبكرة في بريطانيا صراعًا دينيًا ناتجًا عن الإصلاح والتراجع الذي ظهر على عكس ذلك. كانت مؤامرة البارود لعام 1605 محاولة فاشلة من قبل مجموعة من الكاثوليك الإنجليز لاغتيال الملك البروتستانتي جيمس الأول، وتفجير قصر وستمنستر، مقر الحكومة الإنجليزية. على الرغم من أن المفهوم الحديث للإرهاب الديني ، أو في الواقع الإرهاب على الإطلاق ، لم يتم استخدامه بعد في القرن السابع عشر ، إلا أن ديفيد سي.ويشير Lindsay Clutterbuck إلى أن المؤامرة ، باستخدامها للمتفجرات ، كانت مقدمة مبكرة للإرهاب اللاسلطوي في القرن التاسع عشر. صنف كل من سو ماهان وبامالا ل. جريسيت المؤامرة على أنها عمل من أعمال الإرهاب الديني ، وكتبوا أن "فوكس وزملائه برروا أفعالهم من منظور الدين". يصف بيتر شتاينفيلز هذه المؤامرة أيضًا بأنها حالة بارزة للإرهاب الديني.

### مذابح
كانت الحركات المسيحية الأرثوذكسية الشرقية المتأثرة في رومانيا، مثل الحرس الحديدي ولانسييري، والتي وصفها ياد فاشيم وستانلي جي باين على أنها معادية للسامية وفاشية ، على التوالي ، متورطة في مذبحة بوخارست وارتكبت العديد من جرائم القتل ذات الدوافع السياسية خلال الثلاثينيات.

### كو كلوكس كلان

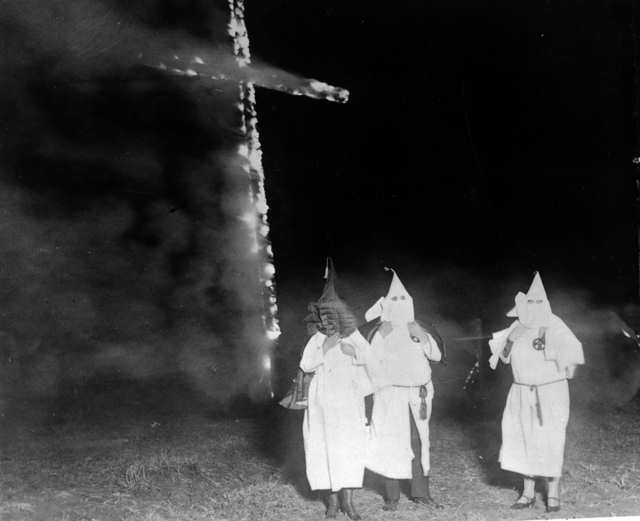
أعضاء كو كلوكس كلان عام 1921م.

شعار منظمة كو كلوكس كلان.

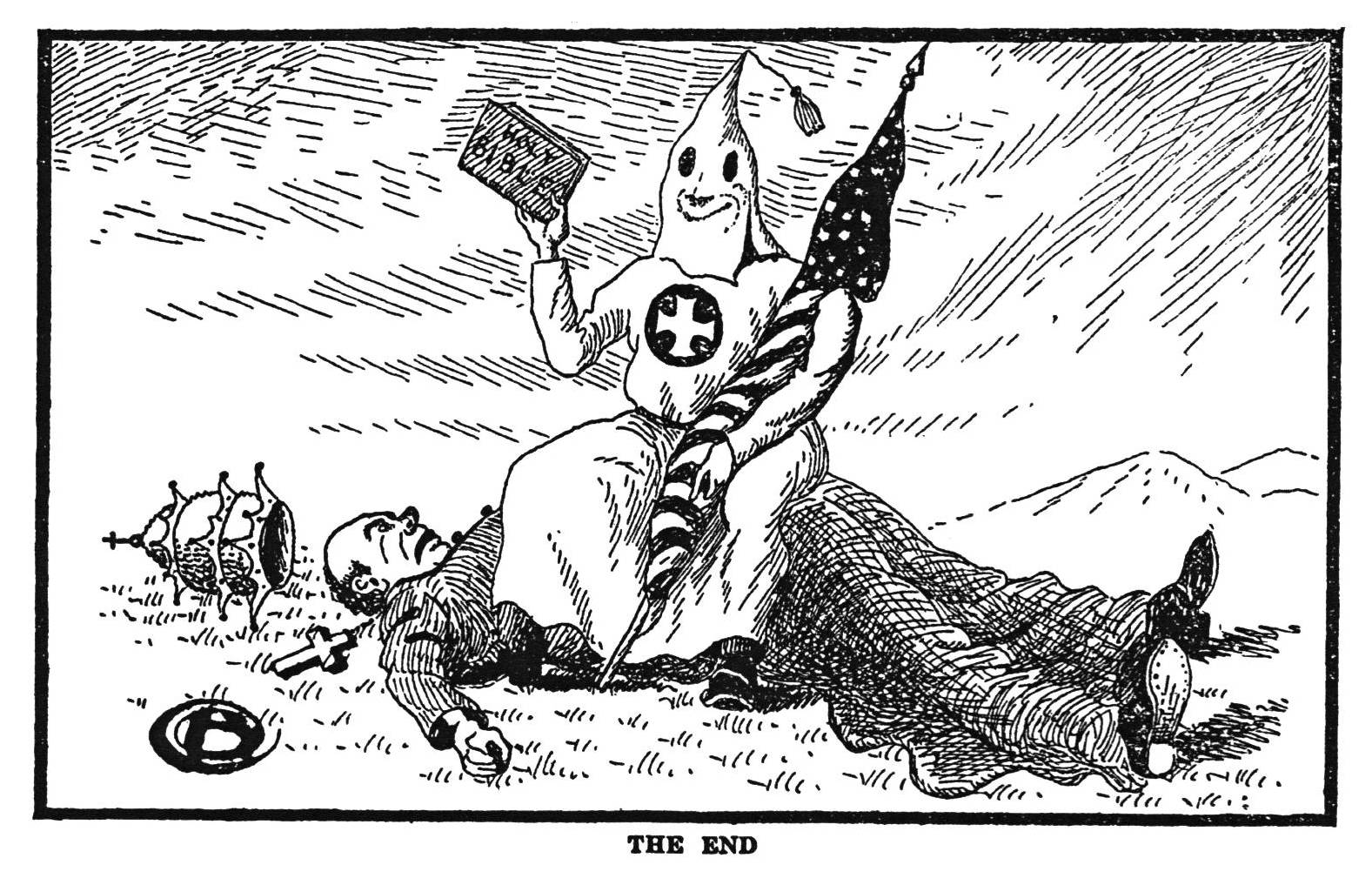
تصوير جماعة كلان على أنها تقتل النفوذ الكاثوليكي في الولايات المتحدة.

بعد الحرب الأهلية الأمريكية 1861-1865، أسس جنود الكونفدرالية السابقة منظمة كو كلوكس كلان (KKK). في الأصل، كان كو كلوكس كلان ناديًا اجتماعيًا، ولكن بعد عام من تأسيسه، استحوذت عليه عناصر "سائق الليل". ثم بدأت في التورط في عمليات الحرق والضرب وتدمير الممتلكات والإعدام خارج نطاق القانون والقتل والاغتصاب والقطران والريش والجلد وترهيب الناخبين . استهدفت جماعة كلان العبيد المحررين حديثًا ، والجنوبيين البيض والسالواغز، وجيش الاتحاد المحتل. اختفى هذا التكرار لـ Klan بحلول سبعينيات القرن التاسع عشر ، ولكن في عام 1915 اختفى تشكل التكرار البروتستانتي لكلان في جورجيا، خلال فترة كراهية الأجانب ومناهضة الكاثوليكية . وسعت هذه النسخة من Klan إلى حد كبير نطاقها الجغرافي وقائمة أهدافها على تلك الخاصة بـ Klan الأصلي.
اعتنق كلان عام 1915 ، المعادي للكاثوليكية، إيديولوجية إرهابية مسيحية بروتستانتية صريحة، وأسس معتقداته جزئيًا على "أساس ديني" في المسيحية البروتستانتية ويستهدف اليهود والكاثوليك والأقليات الاجتماعية والعرقية الأخرى، [40] وكذلك الأشخاص الذين متورطًا في ممارسات "غير أخلاقية" مثل الزناة والمدينين السيئين والمقامرين ومتعاطي الكحول. من وقت مبكر فصاعدًا ، تضمنت أهداف KKK نية "إعادة ترسيخ القيم المسيحية البروتستانتية في أمريكا بأي وسيلة ممكنة" ، واعتقدت أن " يسوع كان أول رجل كلانسمان". على الرغم من أن أعضاء KKK يقسمون على التمسك بالأخلاق المسيحية ، إلا أن كل طائفة مسيحية تقريبًا قد شجبت رسميًا KKK.

من عام 1915 فصاعدًا ، بدأ كلانسمن في "العصر الثاني" حرق متقاطع (مقتبس من مشاهد في فيلم عام 1915 ولادة أمة)، ليس فقط لتخويف الأهداف، ولكن أيضًا لإظهار احترامهم وتبجيلهم ليسوع المسيح. كانت طقوس إضاءة الصلبان غارقة في الرمزية المسيحية ، بما في ذلك الصلاة وترنيمة الترانيم. لا تزال منظمات Klan الحديثة مرتبطة بأعمال الإرهاب المحلي في الولايات المتحدة.

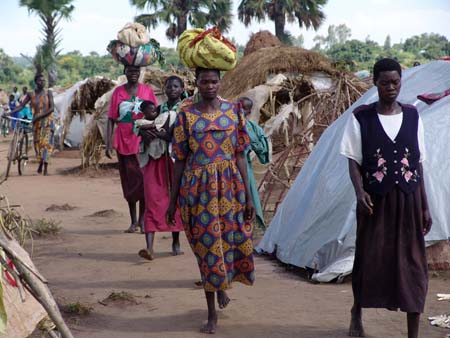
نازحون يبحثون عن ملاذ من جماعة جيش الرب في أوغندا.

### جيش الرب للمقاومة
جيش الرب للمقاومة في أوغندا هي منظمة إرهابية ومتطرفة مسيحية، تعمل بشكل رئيسي في شمال أوغندا، وتقاتل حكومة تلك الدولة، فيما يشكل أحد أكبر النزاعات المسلحة في إفريقيا. وقائدهم هو جوزيف كوني المتعصب، وهو وسيط روحي يزعم نفسه وينوي إقامة نظام ثيوقراطي قائم على المسيحية والكتاب المقدس. اتهم جيش الرب للمقاومة من قبل جماعات مختلفة تدافع عن حقوق الإنسان بارتكاب انتهاكات جسيمة للقانون الدولي الإنساني، بما في ذلك خطف الناس واستخدام الأطفال كجنود وعدد كبير من المجازر. تأسس جيش الرب كمعارضة أوغندية من قبائل الأشولي في الثمانينات وبالتحديد عام 1986 على يد جوزيف كوني وهو نفس العام الذي استولى فيه الرئيس يوري موسيفيني على السلطة في كمبالا. واستندت في تحركها على دعاوى بإهمال الحكومات الأوغندية للمناطق الواقعة شمال أوغندا. وبدأ نشاطه منذ عام 1988 في شمال أوغندا، إلا أن مقاتليها اخذوا بالانتشار في اطراف شمال شرق جمهورية الكونغو الديموقراطية وفي أفريقيا الوسطى وفي جنوب السودان منذ عام 2005.

### بداية الإرهاب الحديث
جادل مارك يورجنسمير، الرئيس السابق للأكاديمية الأمريكية للدين، بأنه كان هناك ارتفاع عالمي في القومية الدينية بعد الحرب الباردة بسبب انهيار الثقة بعد الاستعمار في النماذج الغربية للقومية وصعود العولمة. يصنف Juergensmeyer الإرهابيين المسيحيين المعاصرين بأنهم جزء من "النشطاء الدينيين من الجزائر إلى أيداهو، الذين أصبحوا يكرهون الحكومات العلمانية بشغف فائق ويحلمون بالتغييرات الثورية التي ستؤسس نظامًا اجتماعيًا تقيًا في أنقاض ما يعتبره مواطنو معظم المجتمعات العلمانية ديمقراطيات حديثة قائمة على المساواة " .
وفقًا لخبير الإرهاب ديفيد سي. رابوبورت ، فإن "موجة دينية" ، أو حلقة من الإرهاب، تعود إلى عام 1979 تقريبًا حتى الوقت الحاضر. وفقًا لرابوبورت ، فإن هذه الموجة أبرزت الإرهاب الإسلامي، لكنها تشمل أيضًا الإرهاب من قبل المسيحيين والجماعات الدينية الأخرى التي ربما تكون قد تأثرت بالإرهاب الإسلامي.

## سبب الادعاء بوجود دافع مسيحي
استشهد العديد من الأفراد والجماعات بالمسيحية أو معتقداتهم المسيحية كدافع لأعمالهم الإرهابية. قد يعني هذا أنهم يرون المسيحية على أنها هويتهم والسبب الرئيسي لوجودهم ، جزئيًا على النقيض من هويات ووجود مجموعات أخرى يعتبرونها مهددة وغير مسيحية. يمكن للإرهابيين أيضًا الاستشهاد بتفسيرهم للكتاب المقدس أو المعتقدات المسيحية كدافع لهم. جميع أنواع الإرهاب لها علاقة معقدة مع علم النفس والصحة العقلية ، ولكن أقلية فقط من الإرهابيين لديهم أمراض طبية يمكن تشخيصها. يمكن أيضًا ادعاء المسيحية بشكل مخادع على أنها دافع لإلهام الأتباع أو كسب تأييد أو حماية سياسية. كل هذه الدوافع ليست مستقلة وغالبًا ما تكون متشابكة بشكل معقد.

### المسيحية كهوية
غالبًا ما يرتبط الدين ارتباطًا وثيقًا بالهوية العرقية والمكانة الاقتصادية والصورة الذاتية.إذا شعرت مجموعة من المسيحيين بالتهديد، فإن الدين هو علامة يمكن التحقق منها وذات أهمية ثقافية لاستخدامها في خلق عقلية "هم ونحن". هذا هو الحال بشكل خاص حيث تشترك المجموعتان في العضوية في مجموعة ثقافية متشابهة إلى حد كبير، على سبيل المثال تفكك يوغوسلافيا وجيش الرب للمقاومة في أوغندا. في المواقف التي تكون فيها الأعراق المتعارضة أكثر تنوعًا ، تستخدم ألوان البشرة المختلفة و / أو الممارسات الثقافية أحيانًا كمعرفات للآخر. في هذه الحالات ، قد يطلق الإرهابيون على أنفسهم مسيحيين ، لكن قد لا يكون دافعهم أي تفسير معين للمعتقدات المسيحية. على سبيل المثال ، استشهد Anders Behring Breivik ، الذي يعتبر نفسه "مسيحيًا ثقافيًا" ، بإنقاذ أوروبا المسيحية باعتباره الدافع وراء هجماته . وبهذه الطريقة ، يعمل استخدام المسيحية كأداة لإضفاء الشرعية على أعمال العنف وادعاءات التضامن مع مجموعة اجتماعية أوسع. في مثل هذه الحالات ، تعتبر المسيحية علامة لا علاقة لها بالضرورة بأي نصوص أو معتقدات أو ممارسات مسيحية. حتى أن الدراسات وجدت أنه كلما زادت كثافة ممارسة المرء الدينية ، قل احتمال تحوله إلى متطرف.
غالبًا ما يتم تعزيز هذه الهوية المسيحية الثقافية في ذهن الإرهابي من خلال وسائل الإعلام والمصادر الحكومية التي تشوه الجماعة الأخرى أو تزيد من خطرها. يُعد تسييس التوترات العرقية والدينية عاملًا رئيسيًا في اندلاع أعمال العنف في جمهورية إفريقيا الوسطى . تشمل أهداف هذا النوع من الدوافع الإرهابية الأديان أو الطوائف الأخرى ، ولكن يمكن أن تشمل أيضًا أولئك الذين يعتقد الجاني أنهم يهددونه أو يهددونها بأي شكل من الأشكال ، مثل أفراد مجتمع الميم أو أعضاء أي مجموعة لا تلتزم. لوجهة نظر الجاني لمن هم.
عندما تكون المجموعة المعارضة مسيحية أيضًا ولكنها تنتمي إلى طائفة مختلفة ، غالبًا ما يتم استنكارها على أنها غير مسيحية أو معادية للمسيحية. على سبيل المثال ، دافع زعيم متطوعي أورانج ، الذين وصفوا أنفسهم بأنهم أصوليون بروتستانتيون ، عن هجماتهم على الكنائس الكاثوليكية على أساس أنها كانت "معاقل ضد المسيح ".

### تفسيرات الأخلاق المسيحية أو اللاهوت
كثيرًا ما استشهد الجناة بأشكالهم الفردية جدًا من المسيحية كمبرر ودافع لأفعالهم. كما هو الحال مع الهجمات على عيادات الإجهاض أو الأشخاص المثليين ، يستخدم الجناة سلبية متباينة من كنيسة قائمة كمبرر لأعمال عنف غير مصرح بها. ومع ذلك ، قد يكون لديهم أيضًا لاهوت فردي بالكامل لا يمكن التعرف عليه كعقيدة مسيحية راسخة. [65] تقدم التفسيرات المسيحية التقليدية للكتاب المقدس أيضًا عددًا من العقوبات ضد العنف كسلاح سياسي أو ديني.

### الصحة النفسية
هناك مجموعة متنوعة من حالات الصحة العقلية والأمراض ، ومن النادر جدًا أن تؤدي إلى العنف. غالبًا ما يكون التحديد الموضوعي للصحة العقلية للإرهابي معقدًا بسبب عدد من العوامل.] هناك حد أدنى من المعلومات القوية إحصائيًا على وجه التحديد عن الإرهابيين الذين يزعمون وجود دوافع مسيحية. ومع ذلك ، يدعي جيل وآخرون 2014 أن حوالي 30٪ من اليمين و 52٪ من الأفراد و 25٪ من الإرهابيين الأفراد المرتبطين بالقاعدة و 8٪ من أولئك المنتمين إلى مجموعة إرهابية يعانون من مرض عقلي. وجدت دراسة أخرى أن حوالي 53٪ من الإرهابيين الأفراد يمكن وصفهم بأنهم معزولون اجتماعياً قبل هجماتهم.]الناس في بعض الجماعات الإرهابية أقل عرضة للإصابة بمرض عقلي من عامة السكان ، بسبب معايير الاختيار لهذه الجماعات. لا يبدو أن المرض العقلي يمنع الإرهابيين بشكل غير ملائم من تنفيذ هجمات معقدة ناجحة.

### تكتيكات الإرهابيين
أنظر أيضا: تكتيكات الإرهاب
يمكن للإرهابيين الذين يدعون أن لديهم دافعًا مسيحيًا أن يتصرفوا بمفردهم أو في مجموعات. غالبًا ما يكون من الصعب تحديد ما إذا كان الجاني قد تصرف بمفرده تمامًا أو كان مستوحى من جماعة دينية أو سياسية. توجد نفس المشكلة مع الإرهاب الإسلامي أو أي عمل إرهابي مزعوم بدوافع دينية أو سياسية.

### العنف ضد الإجهاض
انظر أيضًا: العنف ضد الإجهاض
في 16 يوليو 2001 ، دخل بيتر جيمس نايت إلى عيادة إيست ملبورن للخصوبة ، وهو مزود خاص للإجهاض ، ويحمل بندقية وأسلحة أخرى، بما في ذلك 16 لترًا من الكيروسين ، وثلاث ولاعات ، ومشاعل ، و 30 كمامة ، ومذكرة مكتوبة بخط اليد تقول "يؤسفنا أن ننصح أنه نتيجة لحادث مميت تورط فيه بعض الموظفين ، اضطررنا إلى إلغاء جميع المواعيد اليوم". صرح نايت لاحقًا أنه كان ينوي ذبح كل فرد في العيادة ، ومهاجمة جميع عيادات الإجهاض في ملبورن. لقد طور كمامات فم وعضادات باب منزلية الصنع لكبح جماح جميع المرضى والموظفين داخل العيادة بينما كان يصبهم بالكيروسين. أطلق النار على ستيفن جوردون روجرز البالغ من العمر 44 عامًا، حارس أمن ، في صدره ، مما أدى إلى مقتله. الطاقم والعملاء تغلبوا عليه بعد فترة وجيزة. كان ينوي ذبح 15 موظفًا و 26 مريضًا في العيادة بحرقهم أحياء.
وفقًا للطبيب النفسي دون سينديباثي ، فسر نايت الكتاب المقدس بطريقته الفريدة وآمن بعلامته التجارية الخاصة بالمسيحية . كان يؤمن بحملة صليبية ضد الإجهاض .
قام إريك روبرت رودولف (المعروف بتفجير حديقة سينتينيال الأولمبية في عام 1996) بهجمات قصف على عيادتين للإجهاض وملهى ليلي للسحاقيات . يرى مايكل باركون ، الأستاذ في جامعة سيراكيوز ، أن رودولف من المحتمل أن يكون مناسبا لتعريف الإرهابي المسيحي. ومع ذلك ، يجادل جيمس أ.آهو ، الأستاذ في جامعة ولاية أيداهو ، بأن الاعتبارات الدينية ألهمت رودولف جزئيًا فقط.
كان الدكتور جورج تيلر ، أحد الأطباء القلائل في الولايات المتحدة الذين أجروا عمليات إجهاض في وقت متأخر من الحمل ، هدفًا متكررًا للعنف ضد الإجهاض وقُتل في عام 2009 على يد سكوت رويدر بينما كان يقف في بهو كنيسته. قال شاهد كان يعمل كمرشد إلى جانب تيلر في الكنيسة في ذلك اليوم للمحكمة أن رويدر دخل الردهة ، ووضع مسدسًا على رأس الطبيب وضغط على الزناد. في المحاكمة ، اعترف رويدر بقتل تيلر وقال إنه فعل ذلك لحماية الأطفال الذين لم يولدوا بعد. أدين بارتكاب جريمة قتل من الدرجة الأولى وحكم عليه بالسجن مدى الحياة. عند النطق بالحكم ، قال للمحكمة إن حكم الله "سيكتسح هذه الأرض مثل ريح البراري". [ هذا الاقتباس يحتاج إلى اقتباس ]
تم إطلاق النار على تيلر مرة واحدة من قبل ، في عام 1993 ، من قبل شيلي شانون ، وهي ناشطة مناهضة للإجهاض شبهت مقدمي خدمات الإجهاض بهتلر وقالت إنها تعتقد أن "القوة المبررة" ضرورية لوقف عمليات الإجهاض. حُكم على شانون بالسجن لمدة 10 سنوات لإطلاق النار على تيلر واعترفت لاحقًا بتخريب وحرق سلسلة من عيادات الإجهاض في كاليفورنيا ونيفادا وأوريغون .
أدين جيمس كوب بقتل الدكتور بارنيت سليبيان ، طبيب التوليد الذي قدم خدمات الإجهاض في بوفالوالمنطقة ، وتم تسميته كمشتبه به في إطلاق النار على العديد من مقدمي خدمات الإجهاض في كندا. اختبأ كوب في الغابة خلف منزل سليبيان في أكتوبر 1998 وأطلق النار عليه من خلال النافذة ببندقية قوية ، مما أدى إلى مقتله بينما كان يقف في مطبخه مع عائلته. كان Slepian قد عاد لتوه من حفل تأبين لوالده عندما قُتل. أمضى كوب عدة سنوات هارباً في المكسيك وأيرلندا وفرنسا قبل أن يتم القبض عليه وتسليمه إلى الولايات المتحدة. وأدين بتهمة القتل العمد من الدرجة الثانية عام 2003 وحكم عليه بالسجن 25 عاما. وأدين عام 2007 بتهمة اتحادية منفصلة وحكم عليه بالسجن مدى الحياة. تشتبه السلطات في كندا أيضًا في Kopp في الهجمات غير المميتة على العديد من مقدمي خدمات الإجهاض هناك الذين تم إطلاق النار عليهم من نوافذ منازلهم. ووجهت إليه تهمة محاولة قتل الدكتور هيو شورت عام 1995 ، وهو مزود خدمات إجهاض في أونتاريو ، على الرغم من إسقاط التهم بعد إدانته في نيويورك. كما قامت الشرطة الكندية بتسميته كمشتبه به في إطلاق النار عام 1997 على الدكتور جاك فاينمان في وينيبيغ وإطلاق النار على الدكتور جارسون روماليس عام 1994 في فانكوفر ، والذي كان أول هجوم على مقدم خدمات الإجهاض في كندا.
ووصف جون هيكنلوبر حاكم ولاية كولورادو جون هيكنلوبر حادثة إطلاق النار التي نفذتها منظمة الأبوة المخططة في كولورادو سبرينغز في تشرين الثاني / نوفمبر 2015 ، والتي قُتل فيها ثلاثة أشخاص وجُرح تسعة ، بأنها "شكل من أشكال الإرهاب". تم وصف المسلح ، روبرت لويس دير ، بأنه رجل "موهوم" كتب في أحد منتديات القنب على الإنترنت أن "المذنبين" سوف "يحترقون في الجحيم" خلال نهاية الزمان ، وكتب أيضًا عن التدخين الماريجوانا وعرض النساء لممارسة الجنس. كان قد امتدح جيش الله ، قائلاً إن الهجمات على عيادات الإجهاض هي "عمل الله". قالت زوجة دير السابقة إنه وضع غراءًا على قفل عيادة تنظيم الأسرة ، وفي وثائق المحكمة الخاصة بالطلاق قالت "إنه يدعي أنه مسيحي وهو إنجيلي للغاية، لكنه لا يتبع الكتاب المقدس في أفعاله. هو يقول أنه طالما يعتقد أنه سيخلص ، يمكنه أن يفعل ما يشاء. إنه مهووس بأن العالم يقترب من نهايته ". قالت السلطات إنه تحدث عن "لا مزيد من أجزاء الأطفال" في مقابلة مشوشة بعد اعتقاله.
جيش الرب منظمة إرهابية مسيحية أمريكية ، ارتكب أعضاؤها أعمال عنف ضد الإجهاض.

### العنف ضد الأقليات

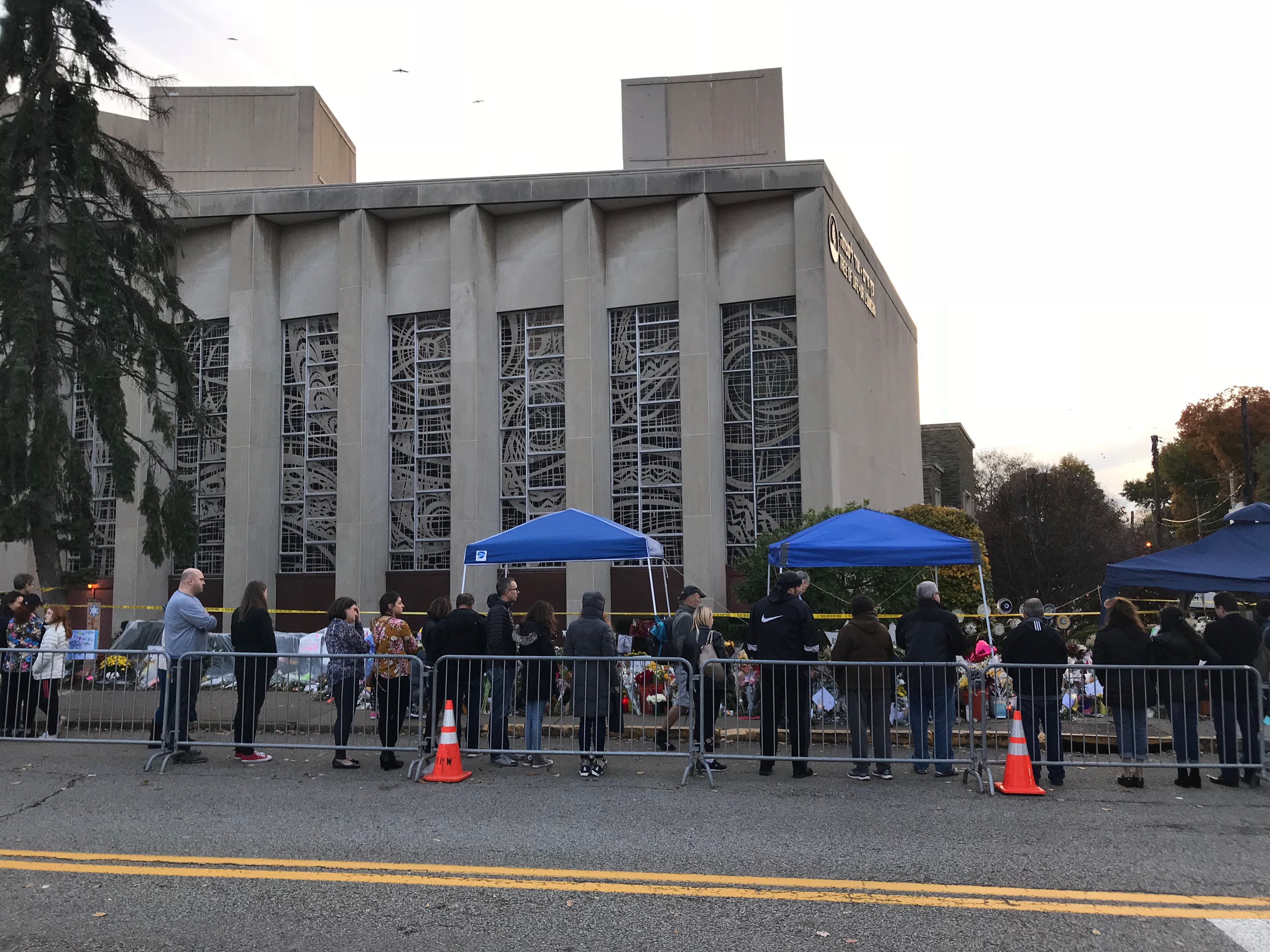
حادثة إطلاق نار علي كنيس يهودي ببيتسبورغ في بنسيلفانيا.

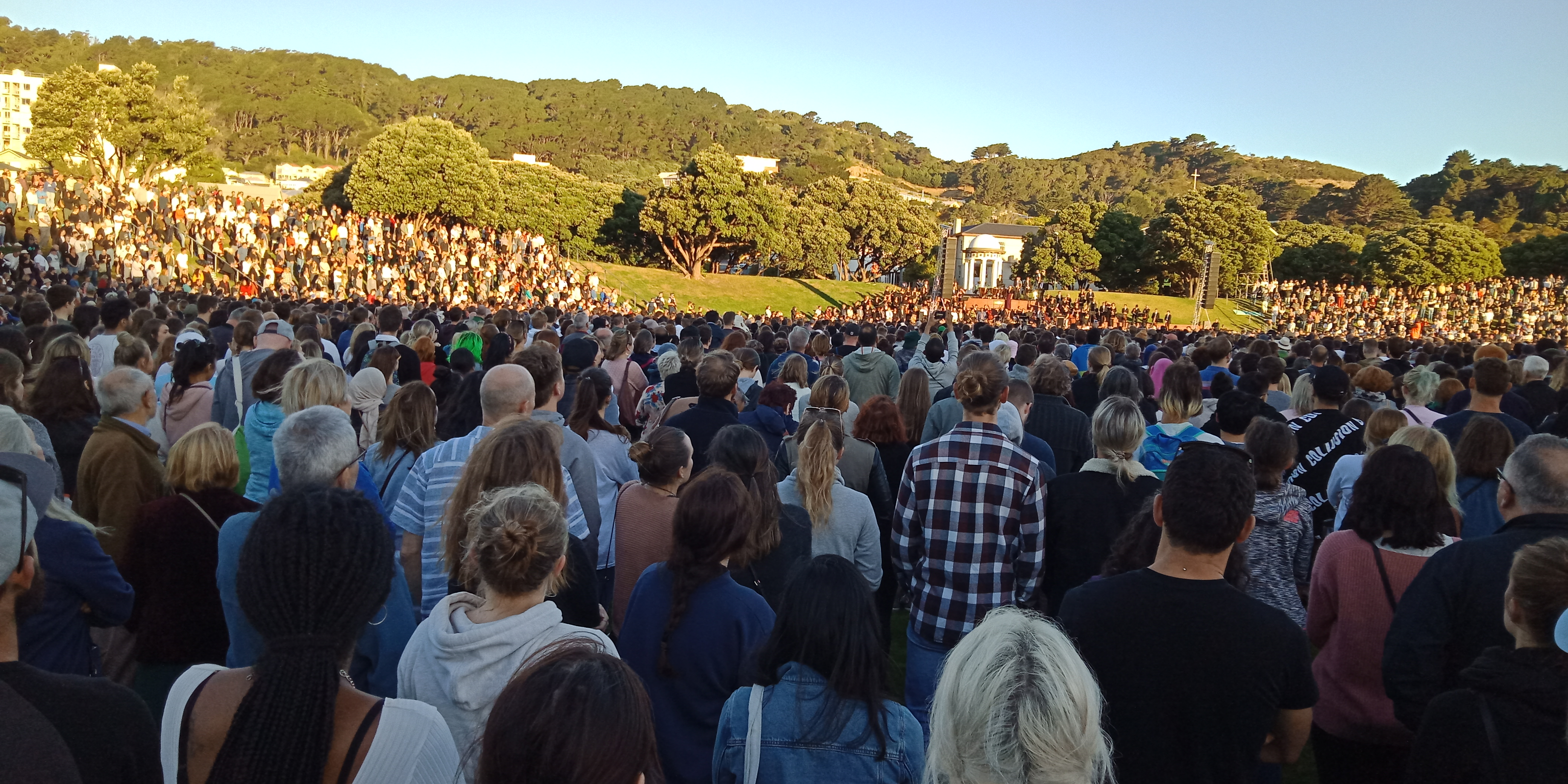
وقفة احتجاجية في ويلينجتون، نيوزيلندا، لضحايا إطلاق النار على مسجد كرايستشيرش في مارس 2019، والذي قتل فيه 51 مسلم وأصيب نحو 47 آخرين.

أُدين أندرس بيرينغ بريفيك في هجمات 2011 في النرويج، والتي قتل فيها ثمانية أشخاص بتفجير سيارة مفخخة في وسط Regjeringskvartalet في أوسلو، ثم قتل بالرصاص 69 مشاركًا في معسكر صيفي لرابطة شباب العمال (AUF) في الجزيرة. أوتويا ، مما أسفر عن مقتل 77 شخصًا. في يوم الهجمات ، وزع بريفيك إلكترونيًا خلاصة وافية من النصوص بعنوان 2083: إعلان استقلال أوروبي، يصف أيديولوجيته المتشددة. فيها ، يضع وجهة نظر عالمية تشمل معارضة الإسلام ويلقي باللوم على النسوية في التسبب في "الانتحار الثقافي" في أوروبا. تصف النصوص الإسلام وأعداء " الماركسية الثقافية " ، كما أنها تدعو إلى ترحيل جميع المسلمين من أوروبا بناءً على نموذج مراسيم بينيس ، كما يزعمون أن النسوية والإسلام موجودان من أجل تدمير المسيحية . الثقافة الأوروبية. كتب بريفيك أن دافعه الرئيسي للفظائع كان تسويق بيانه. بريفيك يؤكد أنه يشن حملة صليبية ضد المسيحيين التعددية الثقافية ويعتقد أن الهجمات كانت "ضرورية". ويذكر بيانه أيضًا أن مؤلفه "مسيحي بنسبة 100 بالمائة". بالمعنى الثقافي ولكن بدون يسوع، لكنه ليس "متدينًا بشكل مفرط". ومع ذلك ، قال إنه خطط للصلاة إلى الله طلبًا للمساعدة أثناء هجماته. قال إنه يصلي ويضحي لأودين ، وعرف دينه على أنه أوديني. بينما كان يُطلق على بريفيك مرارًا وتكرارًا لقب " أصولي مسيحي " - نائب رئيس الشرطة روجر أندرسونأخبر المراسلين في البداية أن المعلومات على مواقع بريفيك "إذا جاز التعبير ، أصولي مسيحي" والعديد من وسائل الإعلام الرئيسية مثل نيويورك تايمز وصفته بأنه مسيحي أصولي - تنازع عدد من المصادر على هذه الادعاءات ، ونفى بريفيك أنه مسيحي ، قائلاً في رسائل إلى صحيفة Dagen النرويجية إنه "ليس مسيحيًا ولم يكن أبدًا مسيحيًا" ، وأنه يعتقد أن هناك أشياء قليلة في العالم أكثر "مثيرة للشفقة" من "شخصية يسوع ورسالته".
كان غاري ماتسون ووينفيلد موودر زوجين مثليين من ريدنج ، كاليفورنيا ، قُتلا على يد بنجامين ماثيو ويليامز وجيمس تايلر ويليامز في عام 1999. قال الجيران إن العائلة كانت معروفة بمعتقداتها المسيحية الأصولية ، وقالوا أيضًا إن تسجيلات الخطب و كثيرا ما كانت تسمع الموسيقى الدينية من منزلهم. ويعتقد أن الجناة على صلة بحركة الهوية المسيحية . كما يشتبه في أنهم لعبوا دورًا في 18 هجومًا متعمدًا على ثلاثة معابد يهودية .
في عام 1996 ، اتُهم ثلاثة رجال ادعوا أنهم كهنة فينس - تشارلز باربي وروبرت بيري وجاي ميريل - بارتكاب عمليتي سطو على بنك وتفجير في البنوك ، وصحيفة سبوكان ، ومكتب تنظيم الأسرة في ولاية واشنطن . كان الرجال من أصحاب النظريات المعادية للسامية للهوية المسيحية الذين اعتقدوا أن الله أرادهم أن ينفذوا هجمات عنيفة وكانوا يعتقدون أيضًا أن مثل هذه الهجمات ستسرع من صعود العرق الآري .
وقفة احتجاجية في ويلينجتون ، نيوزيلندا ، لضحايا إطلاق النار على مسجد كرايستشيرش في مارس 2019
في عام 2015 ، تم اتهام روبرت دوجارت ، وهو مهندس ميكانيكي يبلغ من العمر 63 عامًا ، بالتماس لارتكاب انتهاك للحقوق المدنية من خلال نيته إتلاف أو تدمير ممتلكات دينية بعد أن ذكر أنه كان ينوي تكديس الأسلحة ومهاجمة إسلامبرغ ، وهي قرية إسلامية صغيرة و المجتمع الديني في مقاطعة ديلاوير ، نيويورك.] تحدث دوجارت ، وهو عضو في عدة ميليشيات خاصة ، إلى مصدر من مكتب التحقيقات الفيدرالي خلال مكالمة هاتفية وذكر أن لديه كاربين M4 مع "500 طلقة من الذخيرة" التي كان ينوي نقلها إلى مقاطعة ديلاوير ، جنبًا إلى جنب مع مسدس وقنابل مولوتوف ومنجل. سجله مصدر مكتب التحقيقات الفدرالي قائلا: "إذا نزلت إلى المنجل ، فسوف نقطعها إلى أشلاء". كان دوجارت قد سافر سابقًا إلى موقع في دوفر بولاية تينيسي ، والذي وُصف بأنه "معسكر تدريب جهادي" ، في سلسلة رسائل البريد الإلكتروني ووجد أن هذه المزاعم كانت خاطئة. في أبريل ، قبل دوجارت صفقة الإقرار بالذنب وذكر أنه "أرسل عن قصد وعن علم رسالة في التجارة بين الولايات تحتوي على تهديد حقيقي" لإيذاء شخص ما. تم رفض صفقة الإقرار بالذنب من قبل القاضي لأنها لا تحتوي على حقائق كافية لتشكل تهديدًا حقيقيًا. يصف دوجارت نفسه بأنه خادم مسيحي في "الكنيسة المسيحية الوطنية (التجمعية)" (على ما يبدو ،الرابطة الوطنية للكنائس المسيحية الجماعية ). لم تكن أي من التهم الموجهة إليه مرتبطة بالإرهاب ، إلا أن بعض الجماعات وصفت أفعاله على هذا النحو.
وفقًا للبروفيسور دوغلاس برات بجامعة أوكلاند ، وهو خبير دولي في الإرهاب الديني ، فإن إطلاق النار على مسجد كرايستشيرش من قبل الأسترالي برينتون هاريسون تارانت ، مما أسفر عن مقتل 51 شخصًا وإصابة 50 آخرين (معظمهم من المسلمين) في مسجد النور ومركز لينوود الإسلامي . في كرايستشيرش ، نيوزيلندا ، كانت شكلاً من أشكال "الإرهاب المسيحي" وتفوق البيض . بيان تارانت الاستبد ال العظيم ، الذي سمي على اسم نظرية المؤامرة اليمينية المتطرفة الفرنسية التي تحمل الاسم نفسه ، اقتبس من البابا أوربان الثاني (الذي أمر بالحملة الصليبية الأولى )) وطالب باستعادة القدس ، واستشهد بوفاة الفتاة السويدية إيبا أكيرلوند البالغة من العمر 11 عامًا ، واستشهد بتدخل الناتو في كوسوفو ، وأعلن رغبة تارانت في أن يتم أخذ اسطنبول (المعروفة أيضًا باسم القسطنطينية) من تركيا حتى تعود إليها وأخيرًا صرح مسيحيون أن الدافع الرئيسي وراء الهجمات كان الانتقام من الإسلام. كانت بنادق مطلق النار مغطاة برموز التفوق الأبيض وأسماء الشخصيات التاريخية المختلفة والمعارك التي دارت بين المسلمين وغير المسلمين مثل تشارلز مارتل وسكندربيج وباجو بيفليانين بالإضافة إلىمعركة تورز عام 732 ومعركة فيينا عام 1683.
استشهد مرتكب الهجوم علي كنيس بيتسبورغ اليهودي في 27 أكتوبر 2018 ويدعي روبرت باورز باقتباس من الكتاب المقدس عن يسوع المسيح في السيرة الذاتية لحساب غاب الذي لم يعد له وجود الآن. وبالمثل، استشهد جون تي إيرنست، المشتبه بإطلاق النار في كنيس بواي اليهودي، باقتباسات من الكتاب المقدس لتبرير هجومه وفي مارس 2019، أحرق مسجدًا في إسكونديدو، كاليفورنيا.